# Liparis cespitosa
Liparis cespitosa är en orkidéart som först beskrevs av Jean-Baptiste de Lamarck, och fick sitt nu gällande namn av John Lindley. Liparis cespitosa ingår i släktet gulyxnen, och familjen orkidéer. Inga underarter finns listade i Catalogue of Life.